# Jung-Yeon Yim
Pour les articles homonymes, voir Yim.
 (février 2025).
La mise en forme du texte ne suit pas les recommandations de Wikipédia : il faut le « wikifier ».
Les points d'amélioration suivants sont les cas les plus fréquents. Le détail des points à revoir est peut-être précisé sur la page de discussion.
- Les titres sont pré-formatés par le logiciel. Ils ne sont ni en capitales, ni en gras.
- Le texte ne doit pas être écrit en capitales (les noms de famille non plus), ni en gras, ni en italique, ni en « petit »…
- Le gras n'est utilisé que pour surligner le titre de l'article dans l'introduction, une seule fois.
- L'italique est rarement utilisé : mots en langue étrangère, titres d'œuvres, noms de bateaux, etc.
- Les citations ne sont pas en italique mais en corps de texte normal. Elles sont entourées par des guillemets français : « et ».
- Les listes à puces sont à éviter, des paragraphes rédigés étant largement préférés. Les tableaux sont à réserver à la présentation de données structurées (résultats, etc.).
- Les appels de note de bas de page (petits chiffres en exposant, introduits par l'outil «  Source ») sont à placer entre la fin de phrase et le point final[comme ça].
- Les liens internes (vers d'autres articles de Wikipédia) sont à choisir avec parcimonie. Créez des liens vers des articles approfondissant le sujet. Les termes génériques sans rapport avec le sujet sont à éviter, ainsi que les répétitions de liens vers un même terme.
- Les liens externes sont à placer uniquement dans une section « Liens externes », à la fin de l'article. Ces liens sont à choisir avec parcimonie suivant les règles définies. Si un lien sert de source à l'article, son insertion dans le texte est à faire par les notes de bas de page.
- La présentation des références doit suivre les conventions bibliographiques. Il est recommandé d'utiliser les modèles {{Ouvrage}}, {{Chapitre}}, {{Article}}, {{Lien web}} et/ou {{Bibliographie}}. Le mode d'édition visuel peut mettre en forme automatiquement les références.
- Insérer une infobox (cadre d'informations à droite) n'est pas obligatoire pour parachever la mise en page.

Pour une aide détaillée, merci de consulter Aide:Wikification.
Si vous pensez que ces points ont été résolus, vous pouvez retirer ce bandeau et améliorer la mise en forme d'un autre article.
Jung-Yeon Yim est une pianiste américaine de musique classique née en Corée du Sud.

## Biographie

### Enfance et formation
Jung-Yeon Yim est née à Séoul, en Corée du Sud, en 1991. Elle est diplômée du conservatoire de musique de l'École Colburn (en), a obtenu sa maîtrise de l'Institut de musique de Cleveland (en) et son doctorat de l'Université de Maryland (en). Elle fut l'élève de John Perry au conservatoire de Colburn, du Dr. Daniel Shapiro à l'Institut de Cleveland et de Bradford Gowen (en) à l'Université de Maryland.

### Carrière
Elle a enseigné dans ladite Université. Elle travaille actuellement comme professeur à l'École de musique de Levine (en) à Washington DC.
Elle s'est produite en tant que soliste, chambriste et avec des orchestres tels que l'Orchestre de Colburn, la Symphonique de Torrance et l'Orchestre du Festival de Musique de Southwestern. Elle a participé à des festivals internationaux tels que le Banff Music Festival, le Oxford Music Festival, le Internationaler Klaviersommer Bad Bertrich et le Vianden Music.
En juin 2021, elle sort son premier album From Vienna, interprétant des œuvres des compositeurs autrichiens Robert Schumann, Alban Berg et Franz Schubert.
Outre ses activités de soliste, elle s'est produite au Festival International de Manchester (en) et à la Société de Musique de Colburn comme chambriste. Elle s'est également produite dans des classes de maître avec Richard Goode, Leon Fleisher, Robert Levin et Menahem Pressler.

## Récompenses
- Concours National de Piano pour des jeunes Artistes de l'Association Nationale de Maîtres de Musique, en 2016[1]
- Grande Prix “Crown of Stars”, en 2020[1]
- Concours International Odin[1]
- Concours International de New York[1]
- Concours International Liszt de Los Angeles[1]
- Concours Symphonique Torrance[1]
- KNS awards en 2020[2]
- MTNA Young Artist Competition en 2021[3]
- Premier prix lors du 39º Concours international de piano Delia Steinberg, à Madrid en 2021[4],[5],[6]